# Freek Velders
Freek Velders (Rotterdam, 6 april 1928 - aldaar, 11 april 1994) was een Nederlands jeugdleider, maatschappelijk jeugdwerker en dirigent.
Hij was oprichter en dirigent (1957-1989) van Het Rotterdams Jongenskoor. Hij richtte op 2 januari 1957 het jongenskoor op wat onder zijn leiding uitgroeide tot een van de grootste jongenskoren in Europa.

## Onderscheidingen
Velders werd voor zijn werk onderscheiden met:
- Rotterdammer van het jaar 1982
- De Erasmusspeld van de gemeente Rotterdam
- de Zilveren eremedaille in de Orde van Oranje-Nassau
- De Zilveren Anjer van het Prins Bernhard Cultuurfonds in 1986[1]